# Subaru Legacy
Subaru Legacy – samochód osobowy klasy średniej produkowany przez japońską markę Subaru w latach 1989–2025.

## Pierwsza generacja
Subaru Legacy I produkowane było w latach 1989 - 1994.

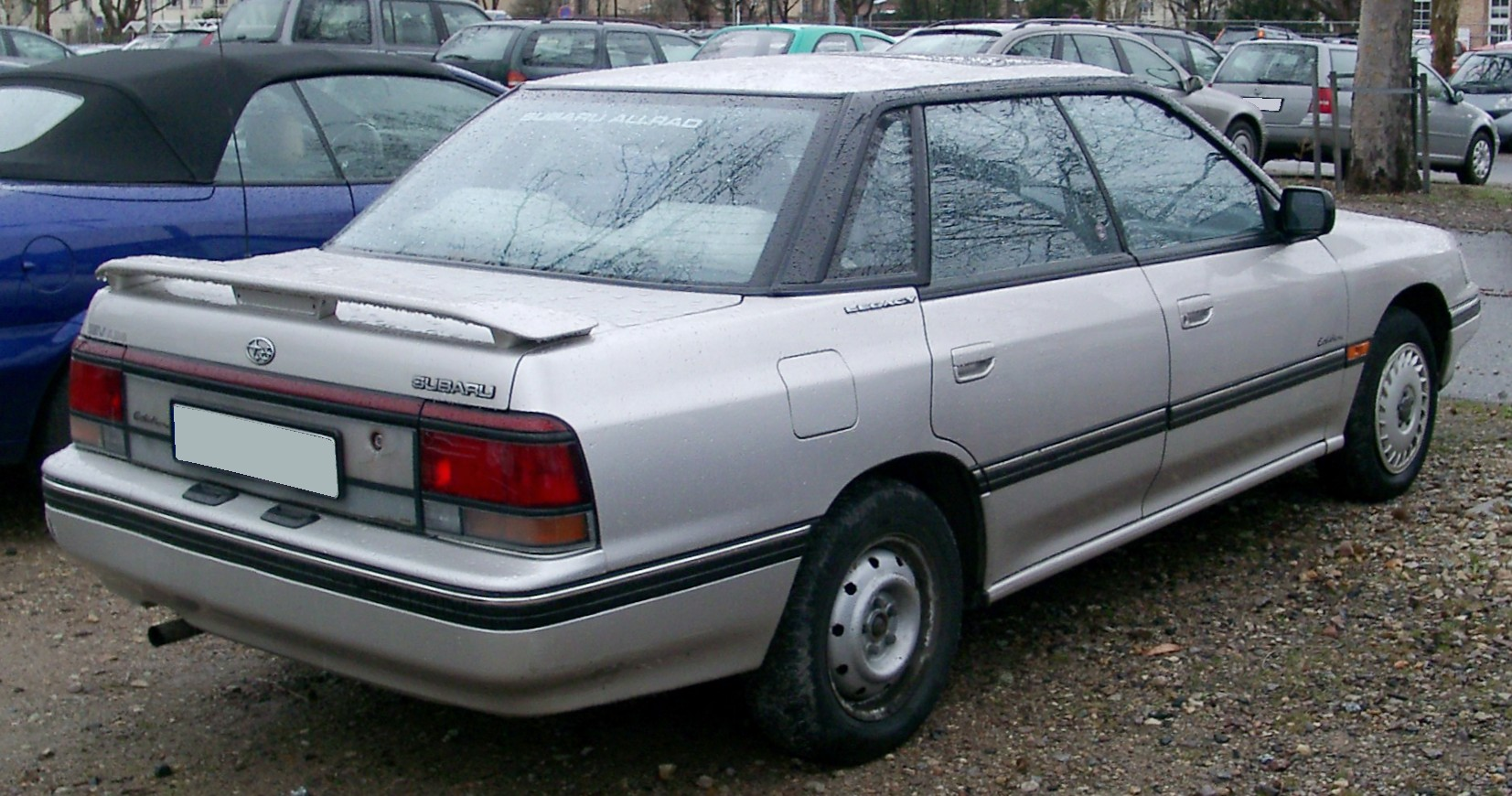
Tył Subaru Legacy I

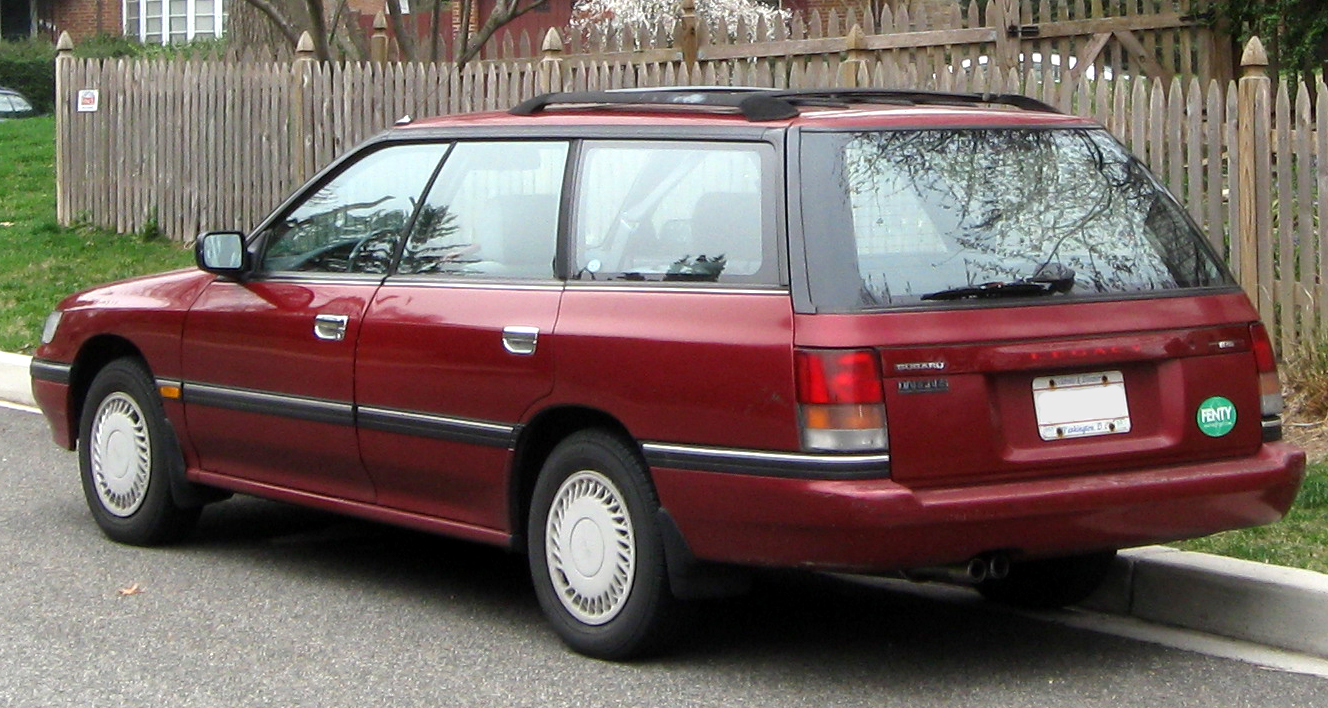
Tył Subaru Legacy I kombi

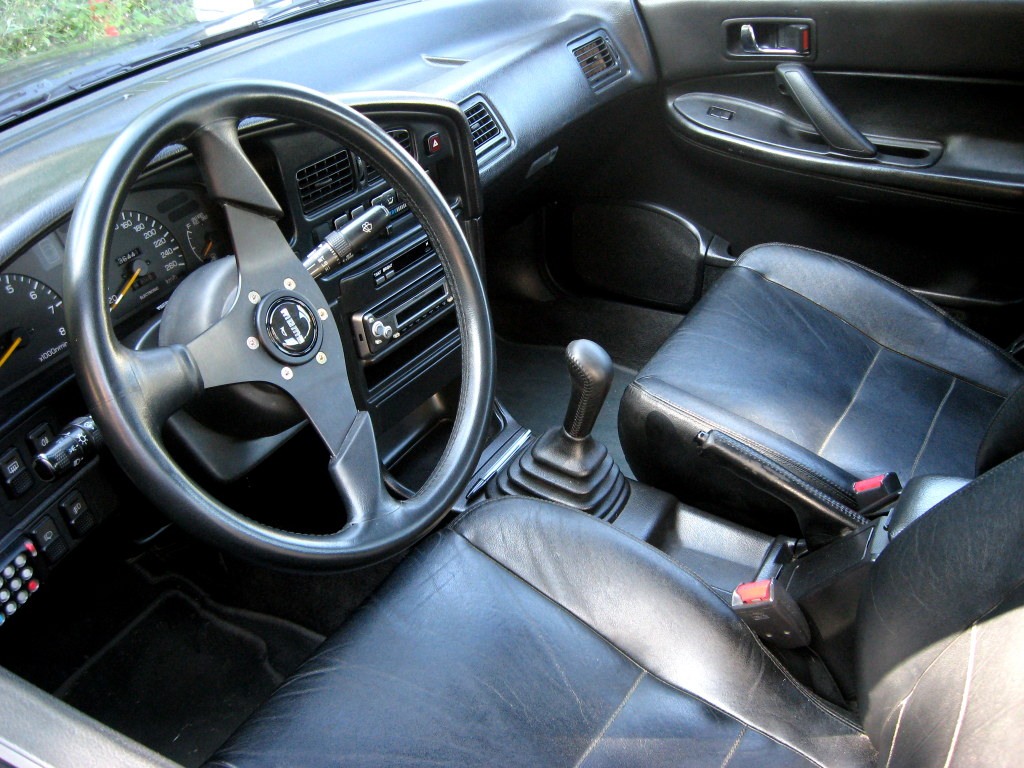
Wnętrze Legacy I

## Druga generacja
Subaru Legacy II produkowane było w latach 1993 - 1999.

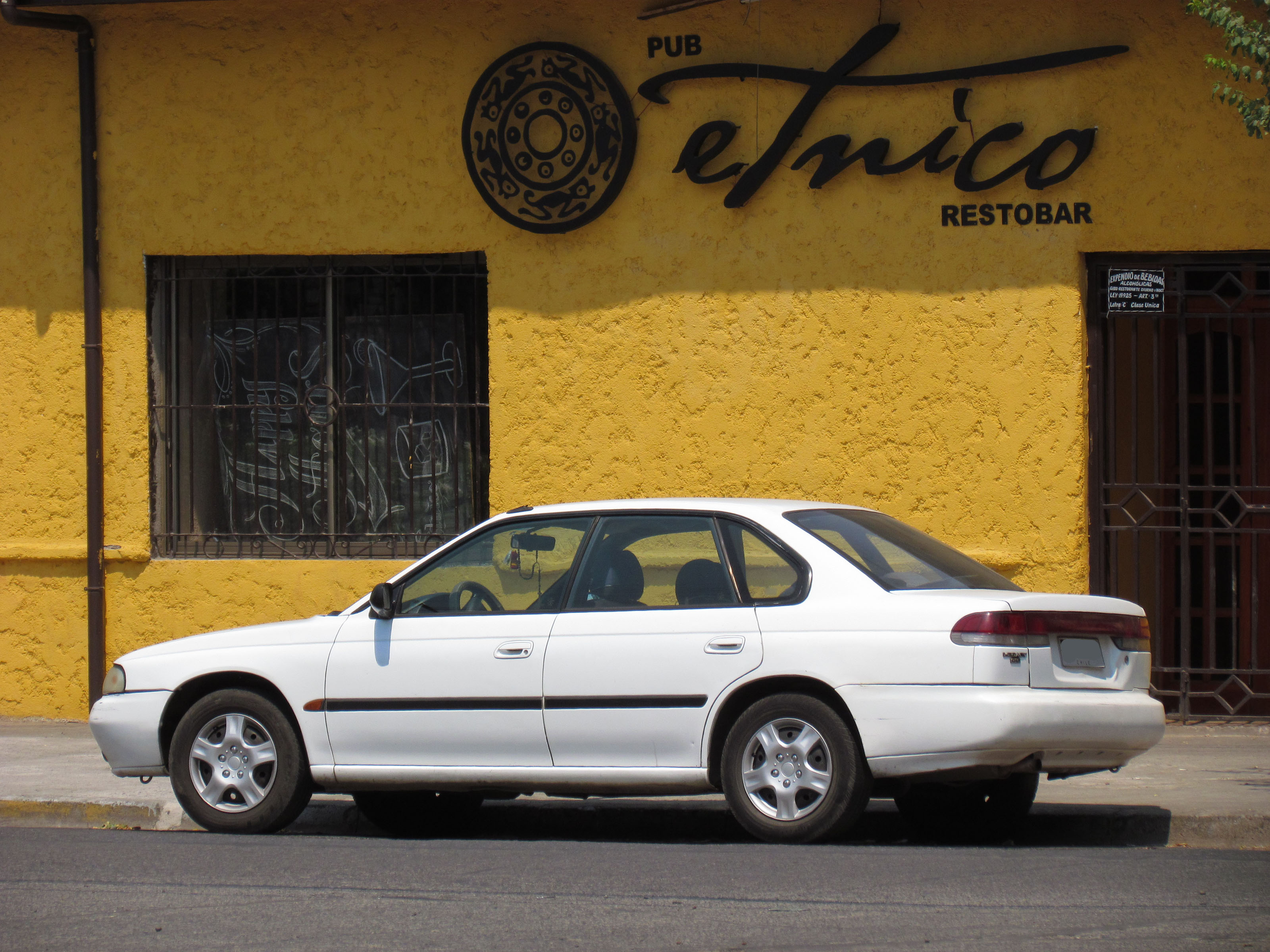
Tył Subaru Legacy II sedan

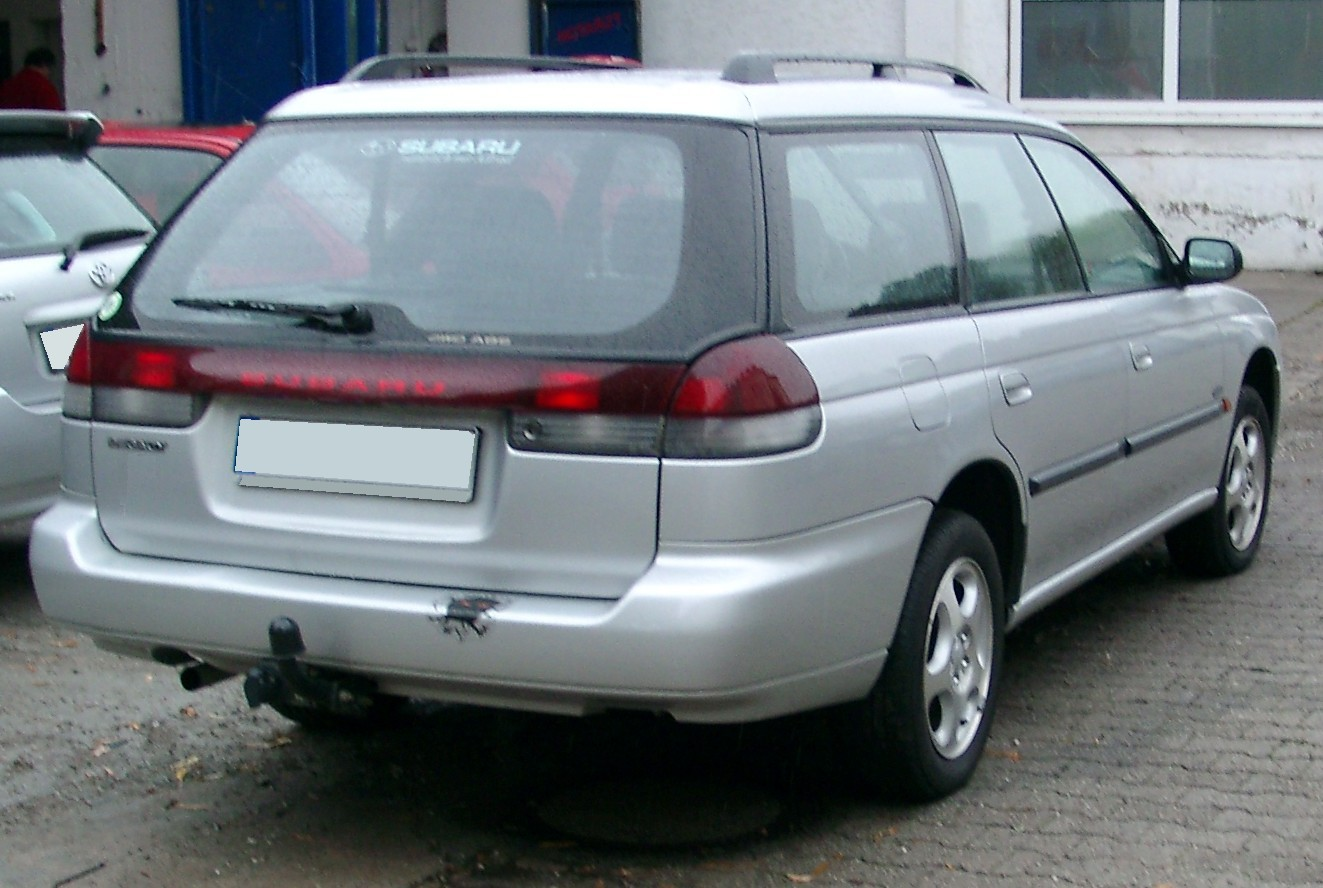
Tył Subaru Legacy II kombi

## Trzecia generacja
Subaru Legacy III produkowane było w latach 1999 - 2003.

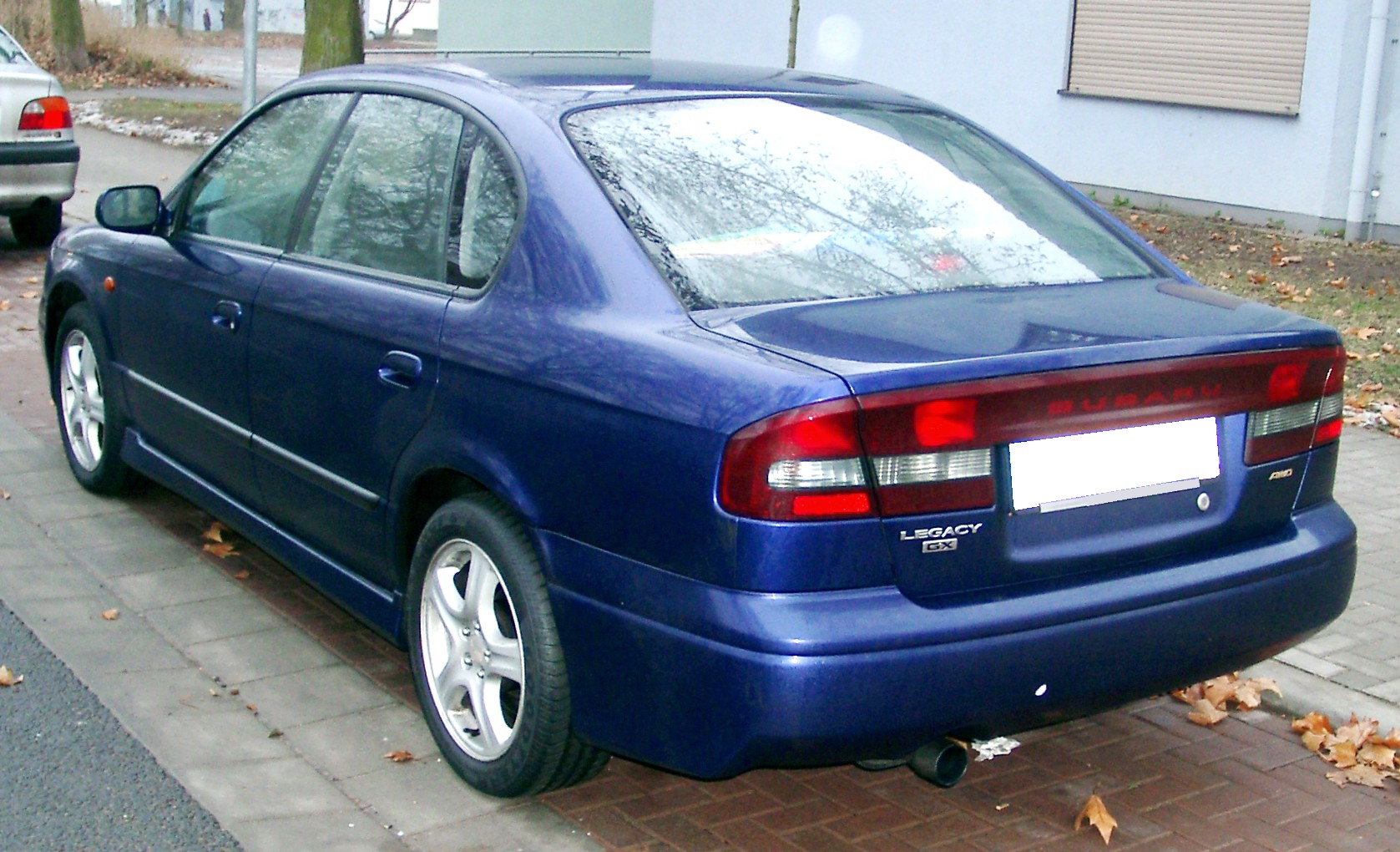
Tył Subaru Legacy III sedan

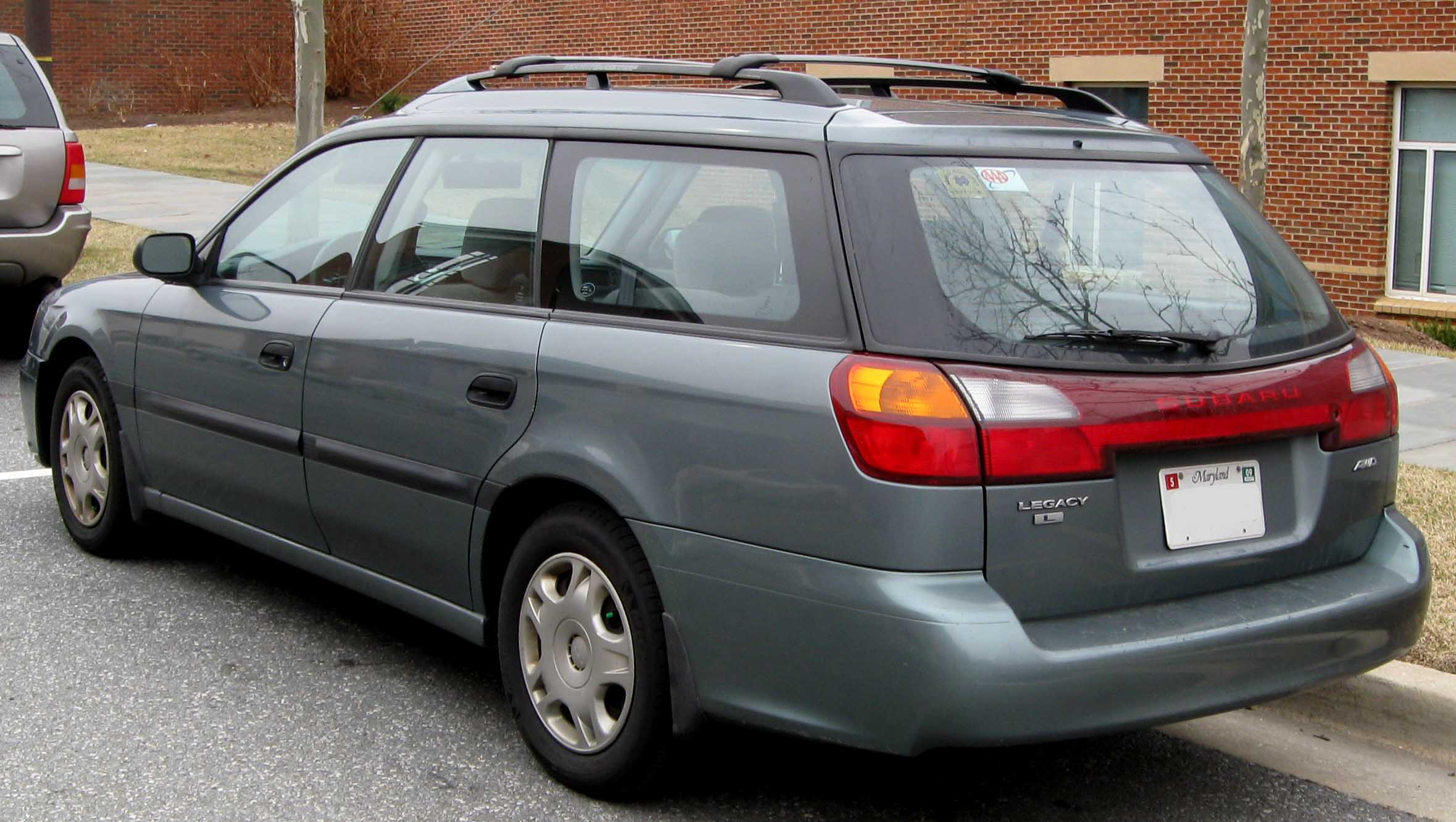
Tył Subaru Legacy III kombi

## Czwarta generacja
Subaru Legacy IV produkowane było w latach 2003 - 2009.

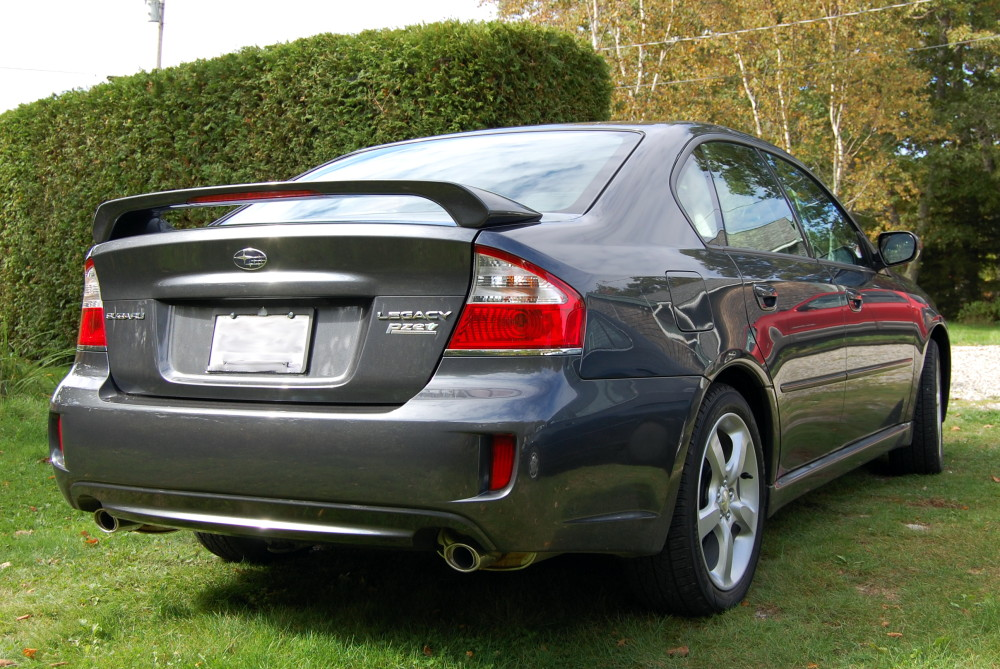
Tył Subaru Legacy IV sedan

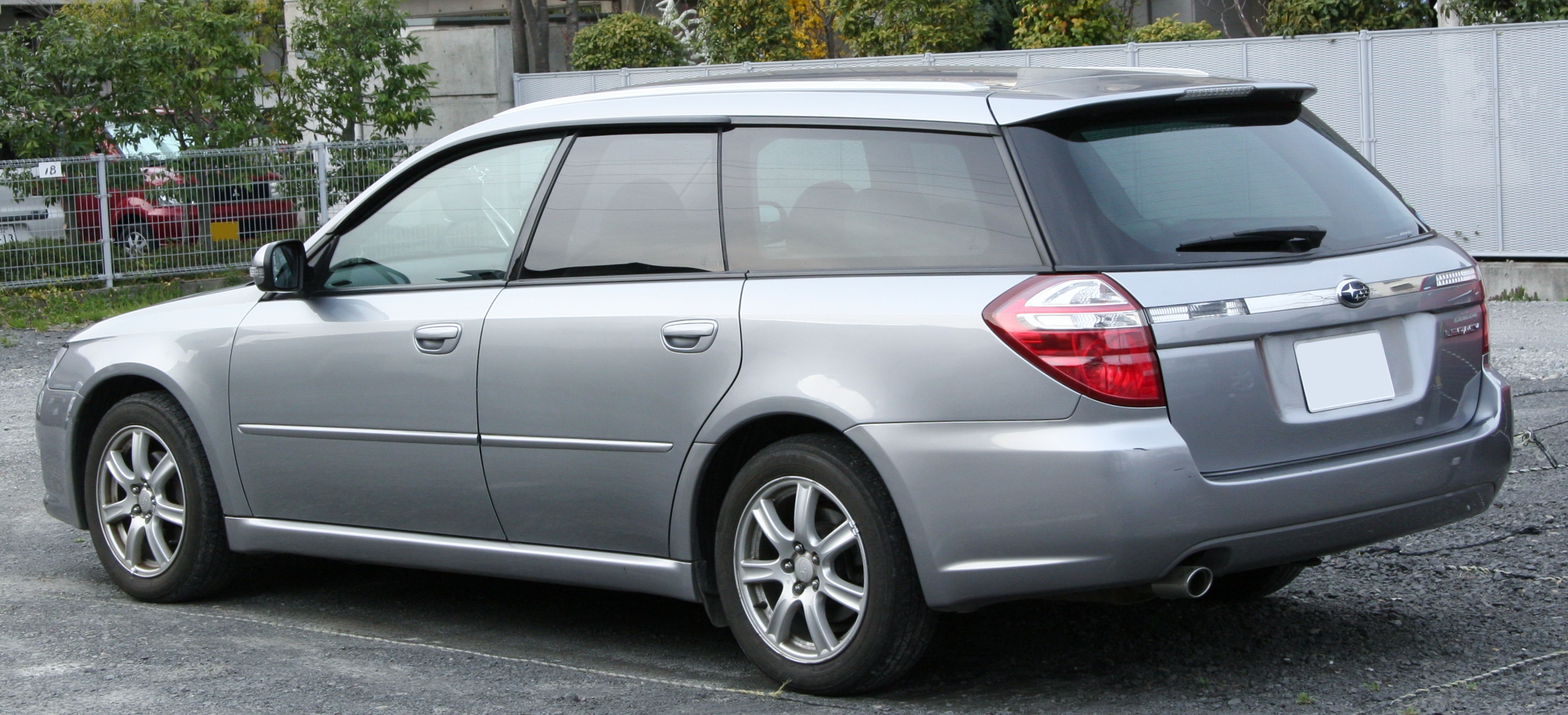
Tył Subaru Legacy IV kombi

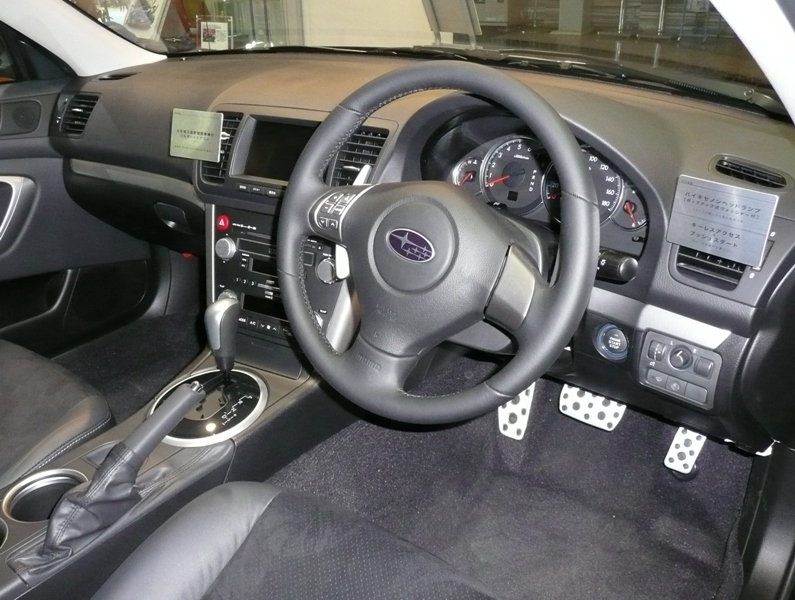
Wnętrze Subaru Legacy IV

W 2006 roku auto przeszło delikatny lifting, a w 2008 roku zaprezentowano silnik wysokoprężny typu przeciwsobnego w układzie Boxer.

### Wersje wyposażeniowe
- L.L. Bean
- STI S402 - limitowana seria 402 egzemplarzy wyposażonych w 2.5 silnik benzynowy o mocy 280 KM

Standardowe wyposażenie pojazdu obejmuje m.in. klimatyzację, 4 poduszki powietrzne oraz stały napęd na cztery koła.

## Piąta generacja
Subaru Legacy V po raz pierwszy został zaprezentowany podczas targów motoryzacyjnych w Nowym Jorku w 2009 roku. Produkcję pojazdu rozpoczęto 29 maja 2009 roku.

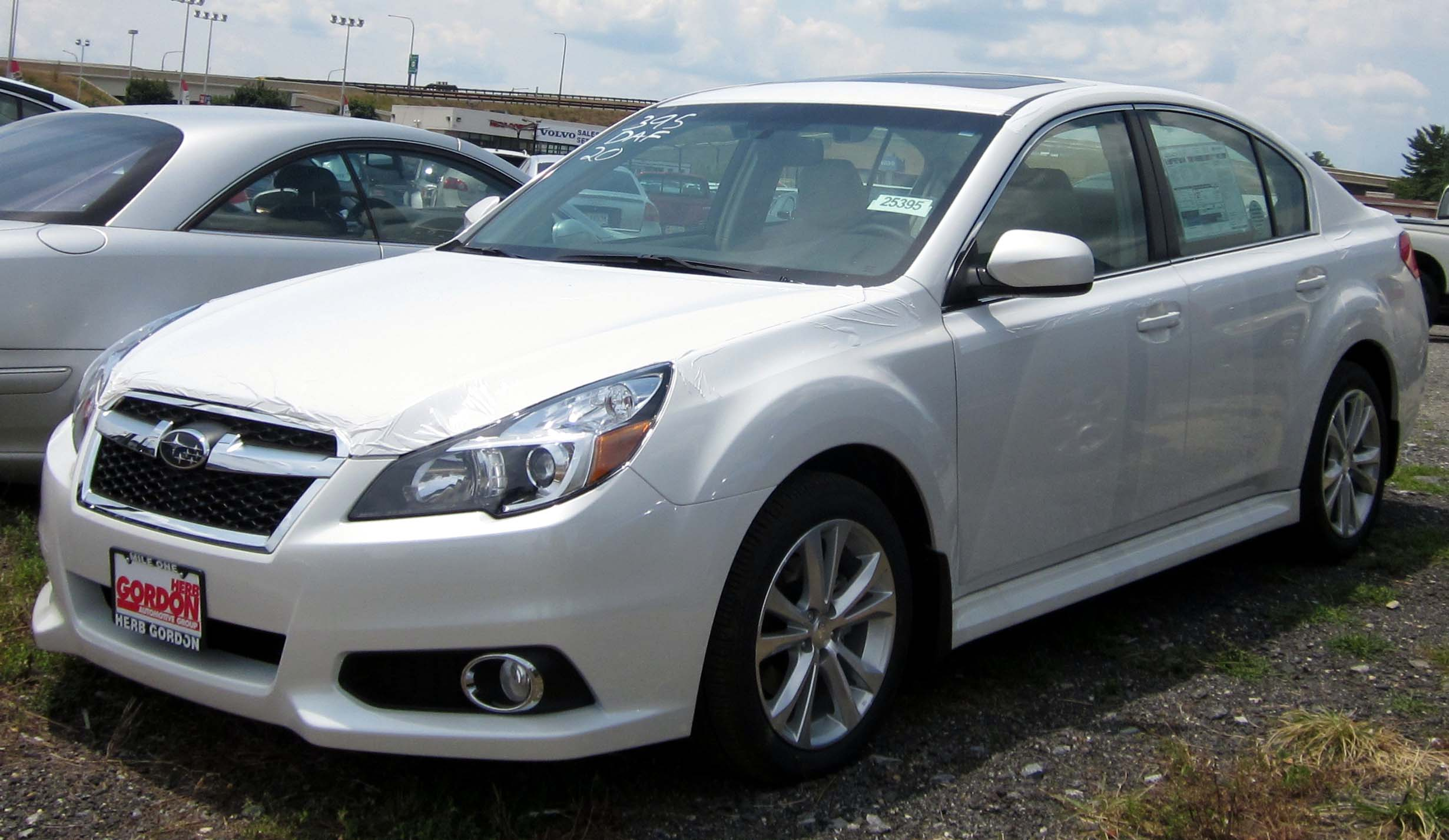
Subaru Legacy V sedan po liftingu

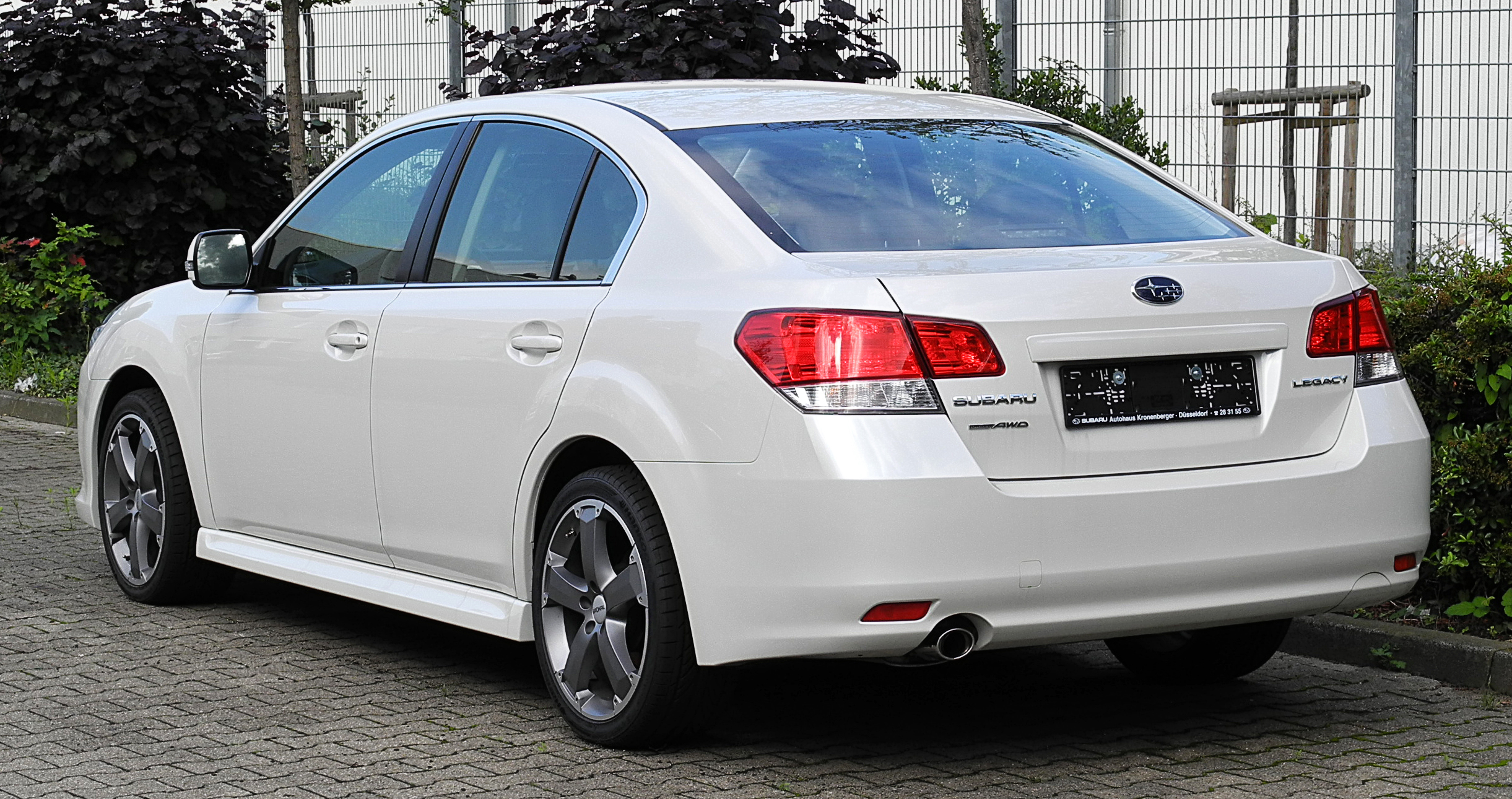
Subaru Legacy V sedan - tył

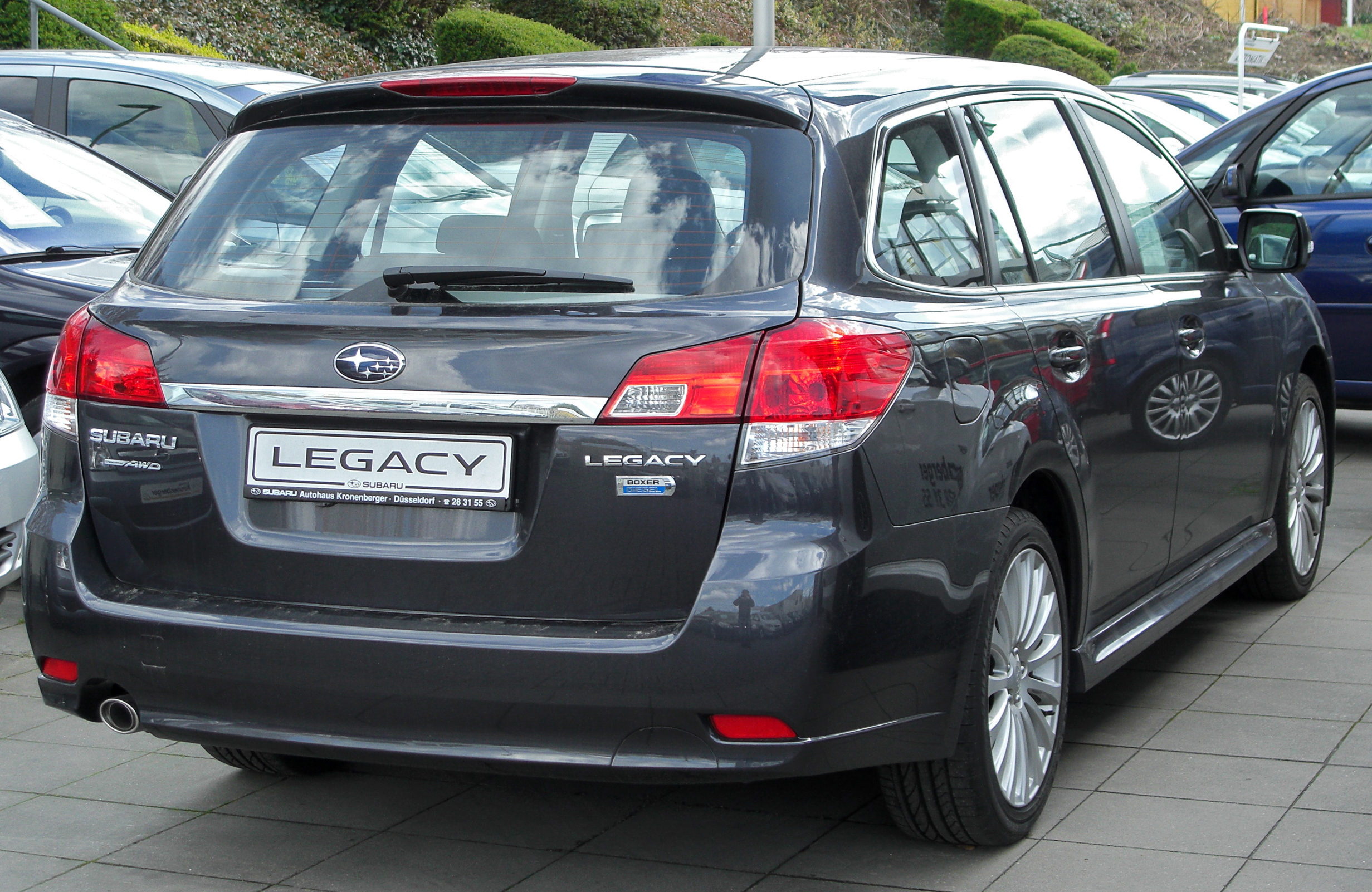
Subaru Legacy V kombi

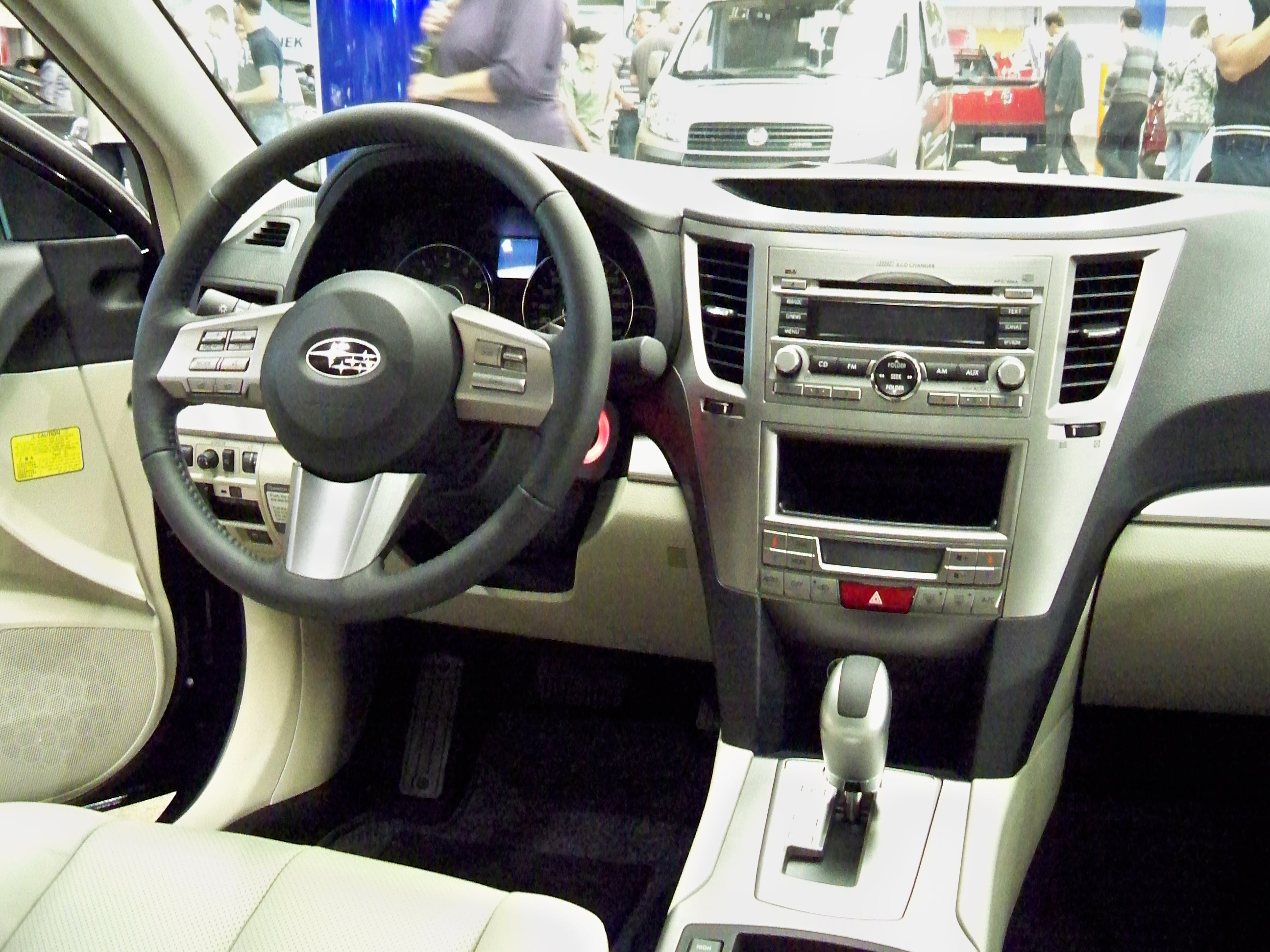
Wnętrze Subaru Legacy V

Pojazd zbudowany został na zupełnie nowej płycie podłogowej. W 2012 roku zaprezentowano wersje po delikatnym liftingu przeznaczone na rynek amerykański, japoński oraz chiński. Delikatnie przemodelowano przednie reflektory oraz grill. We wnętrzu pojazdu odświeżono tapicerkę, do listy wyposażenia opcjonalnego dodano drewniane wykończenia wnętrza oraz zestaw audio z Bluetooth, iPod, USB.

### Wersje wyposażeniowe
- S
- SE
- Active
- Premium
- Limited
- Comfort
- Sport Navi
- Sport Premium
- STI Edition

Standardowe wyposażenie podstawowej wersji obejmuje m.in. elektryczne sterowanie szyb, elektryczne sterowanie lusterek, skórzaną kierownicę, centralny zamek, dwustrefową automatyczną klimatyzację, podgrzewane lusterka zewnętrzne, kamerę cofania, tempomat, ABS z EBD, ESP, przednie i boczne poduszki powietrzne. Opcjonalnie pojazd wyposażyć można m.in. w skórzaną tapicerkę.

## Szósta generacja
Subaru Legacy VI zostało po raz pierwszy zaprezentowane podczas targów motoryzacyjnych w Chicago w 2014 roku.

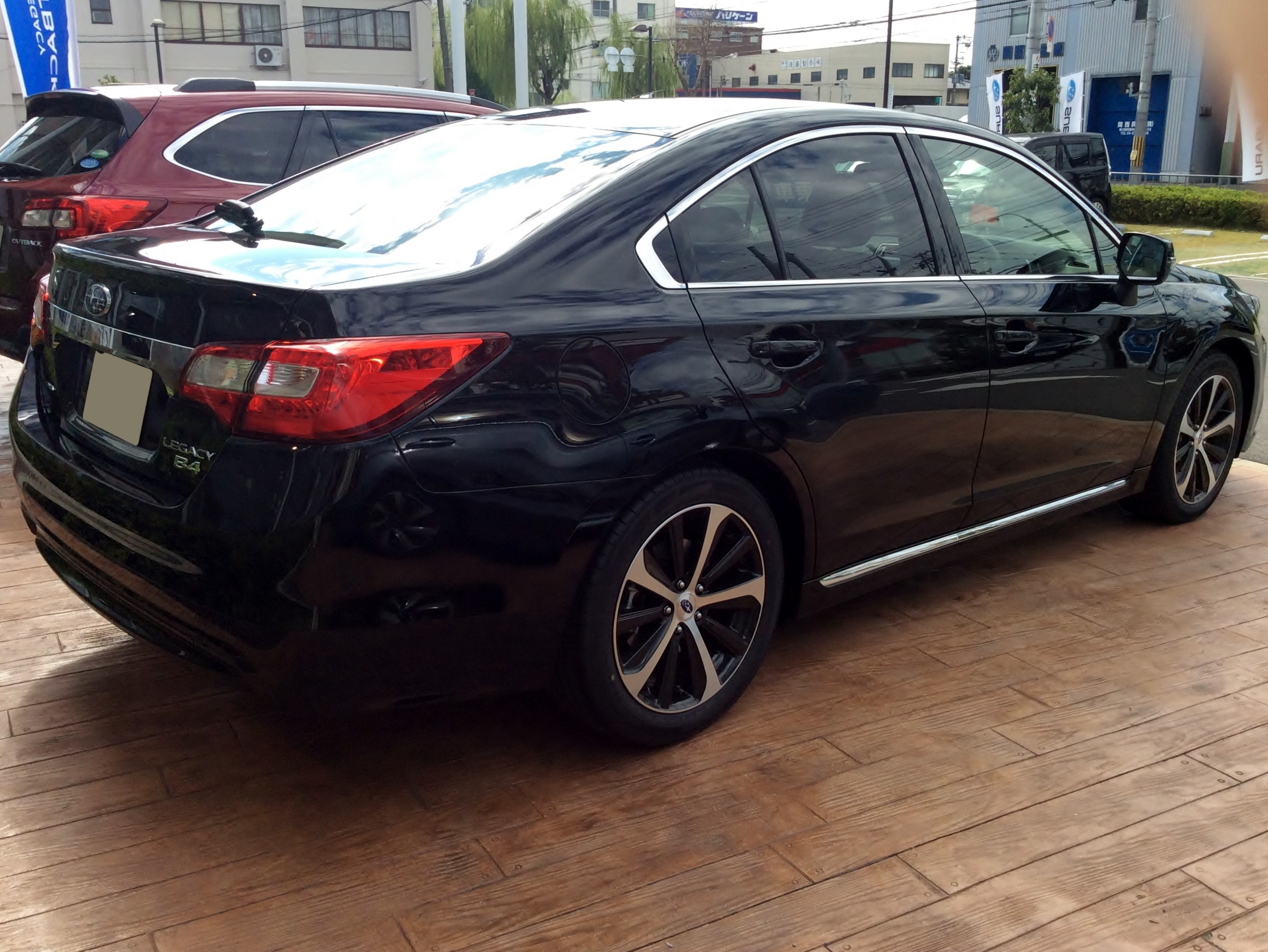
Tył Legacy VI

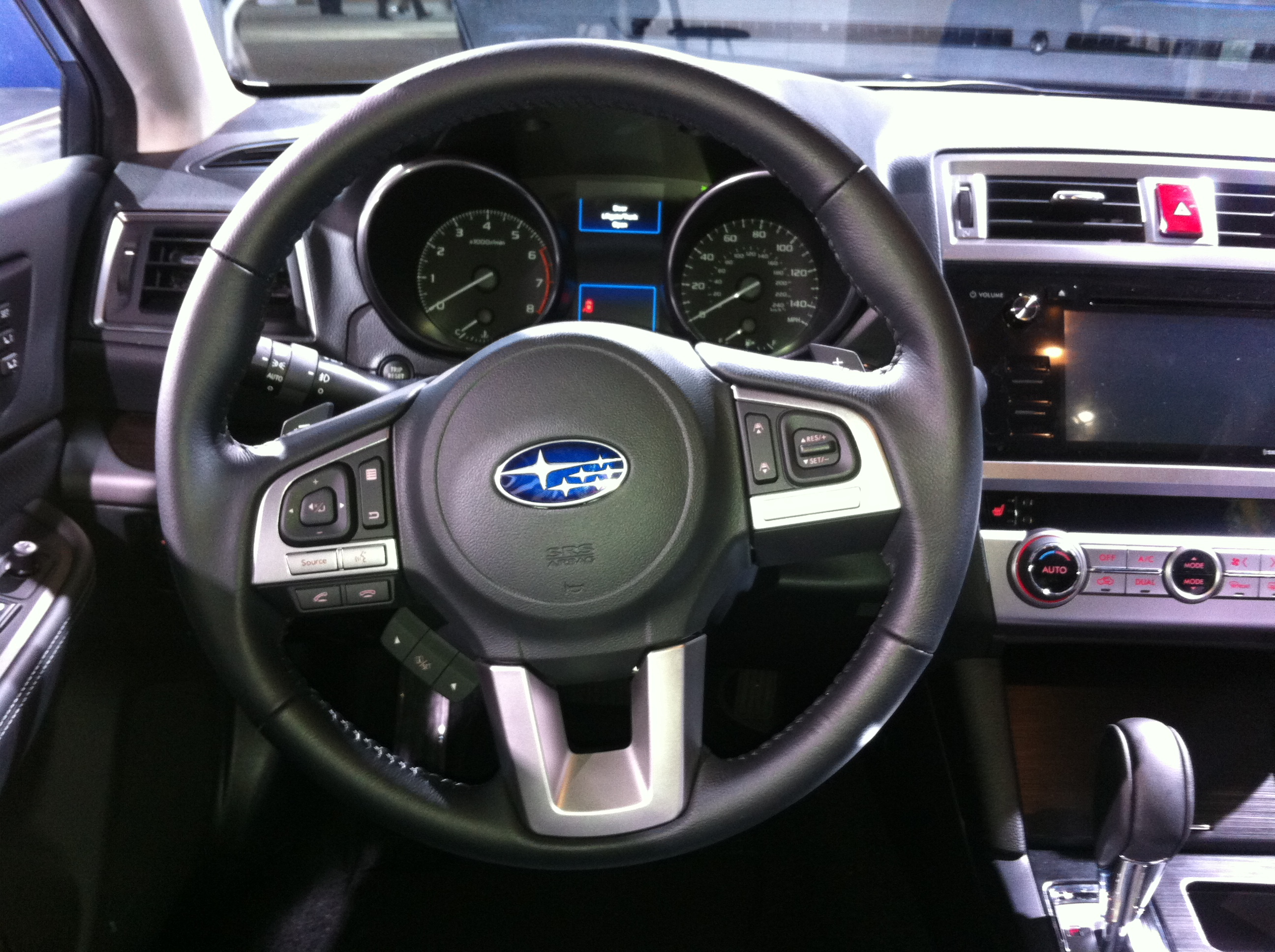
Wnętrze Legacy VI

Pod względem wyglądu samochód jest ewolucją poprzednika - kontrowersyjna sylwetka znana z piątego wcielenia nabrała bardziej obłych kształtów przy jednoczesnym zachowaniu charakterystycznej sylwetki auta, a wymiary z wyjątkiem długości nadwozia nie zmieniły się. We wnętrzu zmiany poszły natomiast w odwrotnym kierunku - oryginalna konsola środkowa o nieregularnych kształtach znana z poprzedniego wcielenia teraz nabrała kanciastych i regularnych kształtów, a na konsoli środkowej pojawił się zastosowany po raz pierwszy przez Subaru nowy system multimedialny sterowany ekranem dotykowym. 
Z debiutem szóstej generacji Legacy łączą się dwie kluczowe zmiany - po raz pierwszy w historii ten model klasy średniej nie jest oferowany zarówno w Polsce, jak i w całej Europie, a z gamy dotychczas składającej się z sedana, kombi i jego uterenowionej wersji pod nazwą Outback zniknęła odmiana kombi - jej miejsce zastąpiło bowiem bazujące na najnowszym wcieleniu Imprezy kombi z pogranicza segmentu C i D pod nazwą Levorg. Na rynku amerykańskim Legacy szóstej generacji oferowane było od wiosny 2014 roku, a na rynku australijskim i nowozelandzkim tradycyjnie pod nazwą Liberty model trafił do sprzedaży na początku 2015 roku. 
W 2017 roku samochód przeszedł lifting, w ramach którego otrzymał nowe reflektory, nowe systemy wspomagające oraz nową osłonę chłodnicy.

## Siódma generacja
Subaru Legacy VII zostało po raz pierwszy zaprezentowane podczas targów motoryzacyjnych w Chicago w 2019 roku.

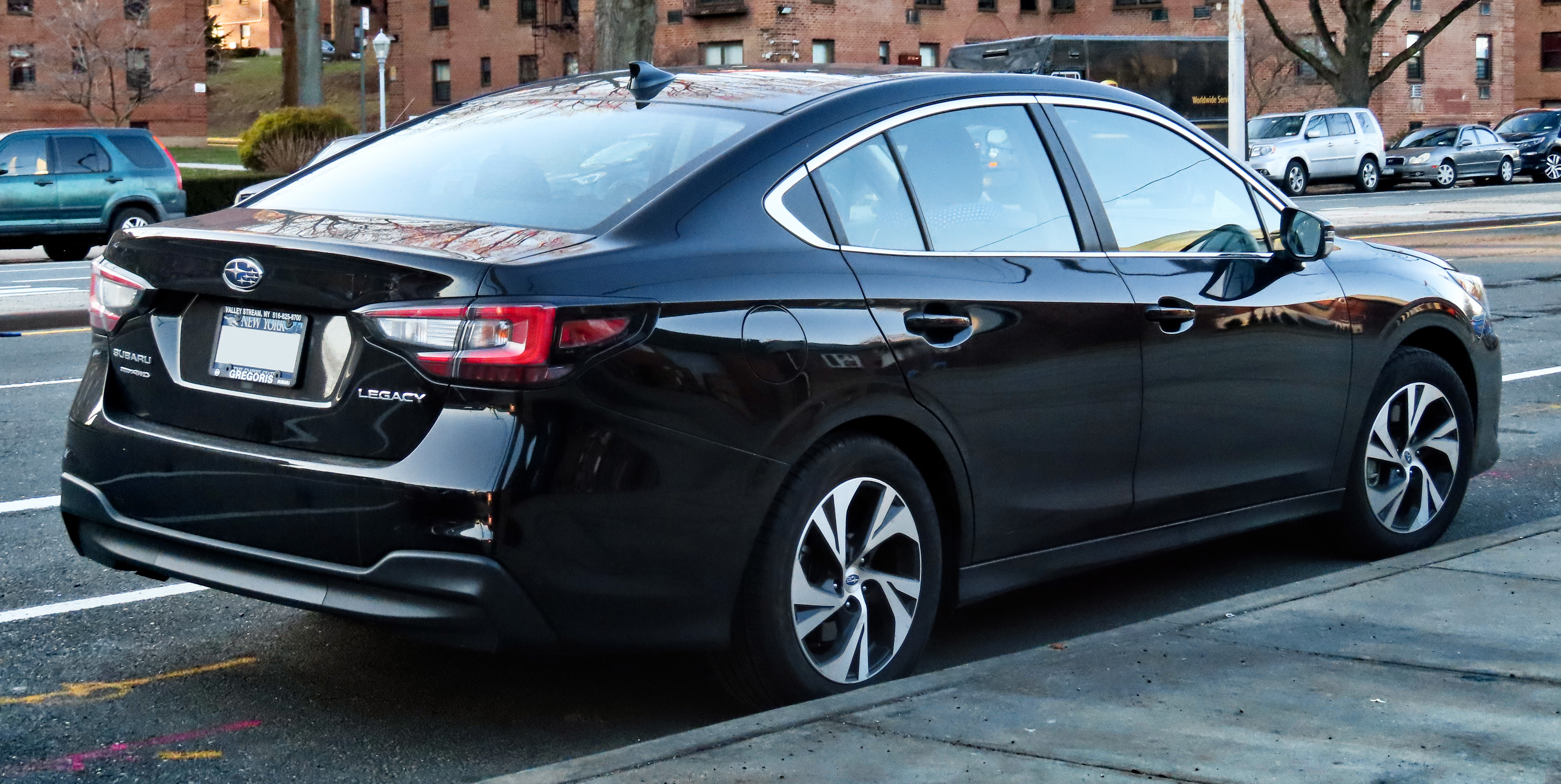
Tył Legacy VII

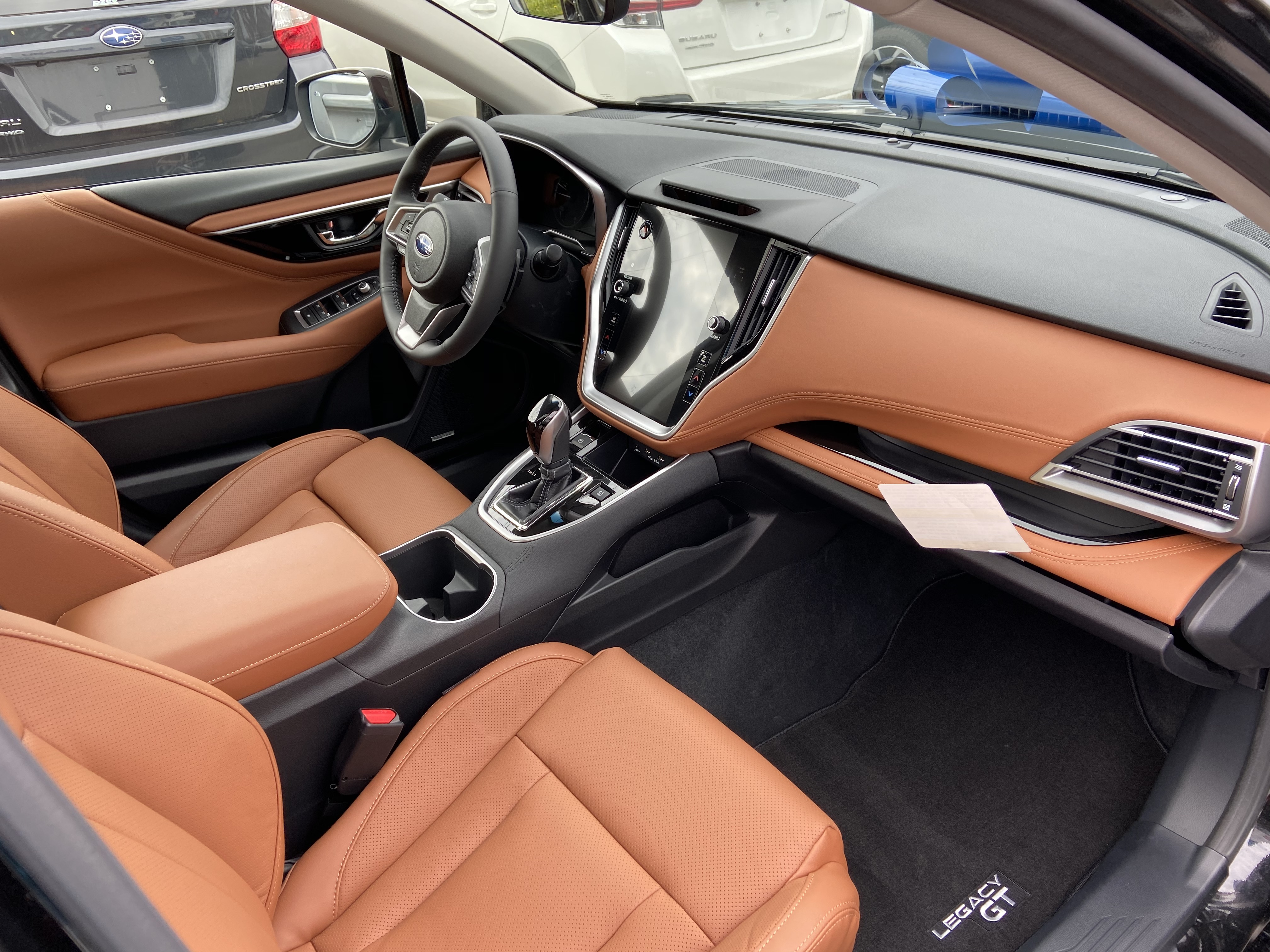
Wnętrze Legacy VII

W porównaniu do poprzednika samochód na zewnątrz ma nieznacznie przeprojektowane tylne światła i reflektory. W wnętrzu znajduje się 11,6-calowy ekran dotykowy, który jest produkowany przez firmę Denso i współdzielony z Toyotą Prius. W przeciwieństwie do poprzednich generacji ten model klasy średniej nie był sprzedawany w Japonii, Australii oraz w Nowej Zelandii ze względu na słabą sprzedaż. Podobnie jak poprzednik samochód nie był sprzedawany na rynku europejskim i nie miał wersji kombi. 
W 2022 roku pojazd przeszedł lifting. Na zewnątrz zmodyfikowano przód i dodano nowe wzory felg. 